# Дёмщино
Дёмщино — деревня в Ельнинском районе Смоленской области России. Население — 199 жителей (2007 год) Расположена в юго-восточной части области в 3 км к северо-западу от города Ельня, в 3,5 км севернее автодороги Р96 Новоалександровский (А101) — Спас-Деменск — Ельня — Починок, в 5 км к западу от автодороги Р137 Сафоново — Рославль. Южнее деревни находится железнодорожная станция «Дёмщино» на линии Смоленск — Сухиничи. Входит в состав Леонидовского сельского поселения.

## Экономика
Сельхозпредприятия, средняя школа, библиотека.